# Karl Corneliusson
Karl Corneliusson (* 17. November 1976 in Göteborg) ist ein ehemaliger schwedischer Fußballspieler. Der Defensivspieler, der im Laufe seiner Spielerkarriere hauptsächlich als Außenverteidiger eingesetzt wurde, lief mehrfach für die schwedische Nationalmannschaft auf. Er kam für AIK in der Champions League zum Einsatz und gewann mit dem Klub 1999 den schwedischen Pokal.

## Werdegang
Corneliusson begann mit dem Fußballspielen 1982 bei Masthuggets BK. 1986 ging er zu Göteborgs FF, ehe er sich 1988 der Jugend von Örgryte IS anschloss. Dort debütierte er 1994 in der Division 1 und schaffte mit dem Verein den Wiederaufstieg in die Allsvenskan. 
1999 wechselte Corneliusson zum Ligakonkurrenten und amtierenden Meister AIK. Für den Klub kam er in der Champions League 1999/2000 zum Einsatz und gewann 1999 mit der Mannschaft den Svenska Cupen. Zu Beginn des Jahres 2000 wurde er als Alternative zu Roland Nilsson als linker Außenverteidiger in die schwedische Nationalmannschaft berufen und debütierte am 4. Februar des Jahres beim 1:1-Unentschieden gegen die norwegische Landesauswahl im spanischen La Manga del Mar Menor. 2001 wurde Olle Nordin neuer Trainer von AIK und er ernannte Corneliusson zum Mannschaftskapitän. Auch in der Nationalmannschaft konnte er sich als Stammkraft festsetzen und half, die Qualifikation zur Weltmeisterschaft 2002 erfolgreich zu gestalten. Im Sommer des Jahres verletzte er sich jedoch und musste länger pausieren. Nach seiner Genesung fand er keine Berücksichtigung mehr in der Nationalmannschaft. Im Laufe der Spielzeit 2003 verlor er auch beim Klub seinen Stammplatz, so dass er zum Saisonende AIK verließ.
Im Januar 2004 wechselte er nach Italien zu Salernitana Calcio in die Serie B. Dort blieb er ein halbes Jahr, ehe er nach einem Trainerwechsel an Napoli Soccer in die Serie C ausgeliehen wurde. Nachdem Salernitana Calcio Konkurs anmelden musste und als Folge im Sommer 2005 aus der Serie B ausgeschlossen wurde, kehrte er nach Schweden zu Landskrona BoIS in die Allsvenskan zurück. Mit dem Verein stieg er jedoch am Ende der Saison in die Superettan ab und beendete nach Ende der Zweitligaspielzeit 2007 seine aktive Laufbahn.